# Honda ZB

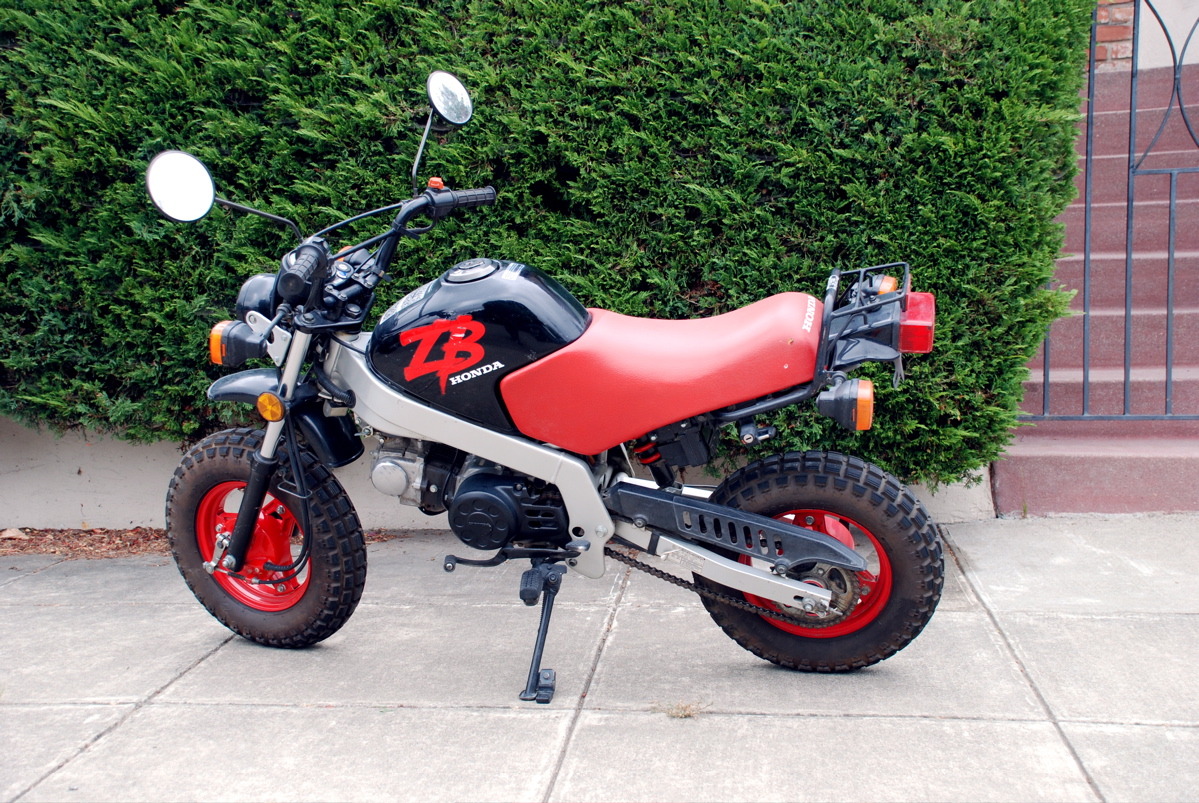
Honda ZB

De Honda ZB is een bromfiets met 10" wielen en een neerliggende 49cc cilinder.
De motor maakt gebruik van een 3bak semi automatische versnellingsbak.
De eerste Honda ZB rolde in 1987 van de band in Japan. De bromfiets werd verkocht in de Verenigde Staten, Canada en Europa. De productie stopte eind 1988. 
Deze was te verkrijgen in 2 kleurstellingen. Namelijk: zwart/rood en wit/rood.